# Красный Ключ (Татарстан)
Красный Ключ (тат. Кызыл Чишмә) — посёлок сельского типа в Нижнекамском районе Республики Татарстан, Россия. Расположен на левом берегу реки Камы в 1,5 километрах к северу от города Нижнекамска. Вместе с посёлком Пробуждение образует Красноключинское сельское поселение.
До 1921 года носил название «Святой Ключ» и входил в состав Мензелинского уезда Уфимской губернии.

## История

### Легенды об основании
Первые легенды связанные с этим местом, датируются серединой XVII века. Согласно одному из мусульманских преданий первым жителем этих мест стал имам Асмагыйжан (упоминается также как Магомет). На берегу реки он вырыл пещеру, проникнуть в которую можно было только ползком. Рядом в известняке соорудил бассейн для принятия ванн в водах из местного целебного источника. Над пещерой, якобы, воздвиг часовню, хорошо видимую с реки. По этому преданию могила имама находилась здесь же, но со временем надгробная плита с арабской вязью, а значит и место захоронения были утеряны. Уже в наши дни на берегу воздвигнута стела в память о легендарном имаме.
Бытует сказ, что именно он обнаружил здесь икону Святителя Николая Чудотворца, после чего родник стал называться Святым. Православные также почитают это место, как место приобретение вышеупомянутого образа. В итоге Святой ключ стал центром поклонения не только для мусульман, но и христиан.
Писатель А. Н. Радищев в 1797 году в дневнике «Путешествие из Сибири» рассказал об исключительной красоте Святого ключа и заметил, что ещё в XVI веке из Персии сюда приезжали путники за святой водой. При этом они обязательно совершали омовение в бассейне, созданном легендарным имамом. Славу об этом месте, как отмечает автор, разносили по свету богомольцы и бурлаки. На молебны сюда съезжались верующие не только из тюркских, но и славянских стран. Так в начале XX века на богослужение приехал и духовник царской семьи — Иоанн Кронштадтский.

### Эпоха купцов Стахеевых
Огромную роль в истории этих мест сыграла семья елабужских купцов Стахеевых. В 1882 году они приобрели эти земли у оренбургского генерал-губернатора Н. Крыжановского за 400 тысяч рублей. Стахеевы начали здесь строительство дачи с домами городского типа. Особенно среди построек выделялся двухэтажный дом в 750 квадратных метров с котельной в подвальном помещении и изящными резными балконами. Дом в 20 комнат был построен на средства Ивана Григорьевича Стахеева в 1900 году. Частично сохранился парк, примыкавший к даче. По распоряжению купцов расчищался близлежащий лес и завозились семена и саженцы пихты, кедра, голубой ели, ясеня и других пород. Были заложены несколько делянок сосновых и еловых рощ, возведены четыре оранжереи с редкими породами южных деревьев и 11 теплиц. В одной из рощ в советские годы был установлен памятник Владимиру Ленину. Монумент сохранился и ныне. Единственная уцелевшая за советские годы постройка — дом зятя И. Г. Стахеева В. В. Чикина. Ранее в нём располагалась поселковая администрация. В настоящее время здание стоит в ожидании ремонта после пожара и рук вандалов. Дом возвели в 1890 году дядя Чикина и младший сын И. Г. Стахеева — Владимир. Так же утрачена летняя дача писателя Ф. И. Панфёрова, которая находилась рядом с Святым источником.
Ещё до революции у Святого ключа была своя пристань, к которой причаливали пароходы Камского, Бельского, Волжского и Вятского пароходств. Существовало и постоянное паромное сообщение с Елабугой. Причал служил перевалочным пунктом для поставки стахеевского зерна и гречи во Францию, Италию и страны Средиземноморья. Оборот составлял две тысячи пудов хлеба в год. Также на Святом ключе действовала рыболовецкая артель, добывающая стерлядь и сазана, лесопилка, керосиновые склады, электростанция и несколько мельниц.

### Новейшая история
В 1917 дача Стахеевых «Святой Ключ» была передана народному комиссариату просвещения, а через год здесь уже были открыты школа 11-й ступени, всесоюзные курсы по подготовке учителей, сельскохозяйственные курсы и намечалось открытие первого в РСФСР техникума. В 1920 году была образована Татарская АССР, а через год из Мензелинского кантона был выделен Челнинский кантон в составе 18 волостей, в том числе Афанасовской волости. «Святой Ключ» в 1921 году был передан Челнинскому кантземотделу и переименован в совхоз «Красный Ключ». В 1928 году совхоз активно продавал виноград, лимоны и мандарины, выращенные в стахеевских теплицах.
После подписания Декрета Совнаркома РСФСР об образовании домов отдыха, сюда, на бывшую дачу Святой Ключ, в мае 1925 года приехали первые отдыхающие. Дом отдыха стал называться «Красный Ключ». До наших дней не сохранился. В 1967 году полностью сгорел во время сильного пожара. Позже принимались попытки отстроить дом отдыха, но дальше возведения корпусов дело не пошло. Теперь недостроенные здания так и стоят на берегу Камы.
В 2001 году к 35-летию Нижнекамска историческая часть поселка Красный Ключ была полностью благоустроена и реконструирована. В единый комплекс «Святой родник» были собраны источник, бассейны, пещера, система небольших водопадов, часовня и стахеевские места.

## Современное состояние
Действуют средняя школа, музыкальная школа, дом культуры, библиотека, детский лагерь, пляжная зона, речной порт, конно-спортивная школа (на территории бывшей птицефабрики).
После долгих проблем в начале 2000-х здание речного вокзала неоднократно меняло собственников, в итоге было закрыто до 2016 года, в 2017 году была произведена реконструкция здания.

### Транспорт
Посёлок связан с Нижнекамском трамвайным сообщением.
Кроме больших теплоходов Москва-Пермь курсирует пригородный «ОМ» на Набережные Челны, Вишневку, Елабугу, Сентяк, Котловку, Свиногорье, Грахань и Соколку.

### Религиозные учреждения
Достопримечательностями поселка сегодня наряду с историческими местами являются церковь и мечеть.
Красноключинская мечеть построена в 1989—1996 годах на въезде в поселок. Это один из первых мусульманских храмов современного Татарстана, возведен к 30-летнему юбилею Нижнекамска. В мечети имеется несколько входов, основные со сторон западного и восточного фасадов. Также имеется своя библиотека, центр культуры и истории. Здесь располагается мектебе «Рисаля», в которой обучаются юноши со всей России.
Первый каменный православный приход в честь праведного Иоанна Кронштадтского был освещен в поселке 6 мая 1995 года. Строительство его шло около трех лет и возведен он был около мемориала погибшим в годы Великой Отечественной войны. Это одна из первых церквей Казанской епархии, построенная в постсоветский период. Через десять лет на высоком берегу началось строительство на пожертвования прихожан главного храма.